# Elizabeth Bruenig
Elizabeth Bruenig (née Stoker le 6 décembre 1990) est une journaliste américaine et rédactrice en chef pour le Washington Post . Ses articles portent sur l'éthique, la politique, la théologie et l'économie. Elle adopte un point de vue progressiste. Auparavant, elle était rédactrice pour The New Republic. Elle a aussi contribué dans différents journaux tel le Boston Review, The Nation, Jacobin, et Salon.
Bruenig a été classée comme faisant partie de la " gauche catholique" par Rod Dreher dans The Conservative américain. Dans un profil publié par Washington Monthly, elle figure comme l'une des personnalités les plus importantes d'un groupe de jeunes écrivains défendant les positions du socialisme démocratique.

## Éducation
Elizabeth Bruenig a fréquenté le lycée Martin à Arlington, au Texas. Elle est diplômée de l'Université Brandeis en 2013 avec une spécialité en anglais et en sociologie. Récipiendaire de la bourse Marshall  elle a étudié à l'université de Cambridge, au Jesus College, où elle a obtenu une maîtrise en philosophie en théologie chrétienne,. Elle a été nommée titulaire de la chaire présidentielle 2014-2015 à la Brown University, où elle était candidate au doctorat en études religieuses. Elle a quitté son doctorat sans finir sa thèse en 2015.

## Carrière
En septembre 2018, Bruenig écrivit pour le Washington Post au sujet des conséquences d'une agression sexuelle survenue en 2006 dans un lycée à Arlington. Bruenig avait fréquenté le même lycée que la victime, Amber Wyatt, et s'était souvenue des "conséquences honteuses" de l'histoire de sa jeunesse. Elle a commencé à suivre les détails de l'histoire de Wyatt en 2015. L'histoire a attiré une large couverture nationale,.

### Finaliste du Prix Pulitzer 2019
En 2019, Elizabeth Bruenig faisait partie des nommés pour la finale du prix Pulitzer de l'article de fond pour l'un de ses articles couvrant l'agression sexuelle d'Amber Wyatt, "What do we owe her now?" (Que lui devons-nous maintenant?). Le Prix Pulitzer décrit l'article comme suit: 
Pour des réflexions éloquentes sur l’exil d’une adolescente victime d’agression sexuelle dans la ville natale de l’auteur, au Texas, explorant avec une autorité morale la raison de l'impunité du crime.

## Vie privée
Elizabeth Bruenig est marié à Matt Bruenig. Ils ont une fille, Jane, et habitent à Washington. Elizabeth et Matt se sont rencontrés dans leur équipe de débat au lycée à Arlington. Ensemble, ils diffusent un podcast via Patreon, The Bruenigs. Elizabeth et Matt ont été invités à participer au podcast politique et humoristique Chapo Trap House, mais pas ensemble. Dans le passé, ils ont écrit ensemble pour The Atlantic. Elle contribue également aux podcasts Left, Right et Center.